# 71-952
71-952 (согласно Единой нумерации) — двусторонний пятисекционный восьмиосный трамвайный вагон производства ПК Транспортные системы.
Машину собрали на «Невском заводе электрического транспорта», где машина прошла 10 км по испытательному полигону, а в июне 2025 года его доставили в Екатеринбург. Трамвай будет участвовать в международной промышленной выставке «Иннопром 2025». После это вагон будет отправлен на испытания в Санкт-Петербург. Как сообщало профильное издание «Rollingstock» со ссылкой на «ПК ТС», пятисекционное исполнение обеспечит стандартную вписываемость трамвая 71-952 в радиусы кривых как новых, так и старых линий. Он будет двунаправленным и комплектоваться четырьмя тележками (по две поворотные и неповоротные).